# Shunsuke Tachino
Shunsuke Tachino (født 19. maj 1993) er en tidligere japansk fodboldspiller.
Han har spillet for flere forskellige klubber i sin karriere, herunder Tokyo Verdy og Kataller Toyama.